# Buckingham Nicks
Buckingham Nicks is een album van Lindsey Buckingham en Stevie Nicks. Polydor bracht het op 5 september 1973 uit als langspeelplaat.

## Achtergrond
Buckingham en Nicks, die elkaar leerden kennen op school, speelden sinds respectievelijk 1966 en 1967 in de band Fritz. Het lukte ze niet een platencontract te verkrijgen, maar namen wel met Keith Olsen enkele demo's op. Nadat de band in 1971 uiteenging, kregen Buckingham en Nicks een liefdesrelatie en zetten hun muzikale carrière als duo voort. Ze traden in 1972 op met Waddy Wachtel en Jorge Calderón. Met een Ampex-viersporenrecorder van Buckingham namen ze in deze periode muziek op.
De muziek van hun eerste en uiteindelijk enige album werd opgenomen in de studio Sound City te Los Angeles. 
Het bijzondere aan dit album is dat dit het eerste album was dat werd opgenomen in de Sound City studio en voor de eerste keer een popalbum werd afgemixt op de Rupert Neve mengconsole. 
Waddys broer Jimmy Wachtel ontwierp de albumhoes, waarvoor Buckingham en Nicks naakt gefotografeerd werden. Het liedje "Don't Let Me Down Again" werd als single uitgebracht met op de B-kant "Crying in the Night", volledig geremixt en afwijkend van het feitelijke album. Hier werd de akoestische gitaar gedubd met een rauw geluid van een elektrische gitaar. Dit is naar alle waarschijnlijkheid een Fender Telecaster geweest.
Het album werd positief ontvangen door zowel recensenten als collega-musici, maar sloeg niet aan bij het publiek.
Ze waren van plan om een tweede album op te nemen (bekend als "The coffeeplant recordings"), met onder meer de liedjes "I'm So Afraid", "Monday Morning" en "Rhiannon". Mick Fleetwood was indertijd echter op zoek naar nieuwe muzikanten voor zijn band toen hij het Buckingham Nicks-liedje "Frozen Love" hoorde. In 1975 sloten Buckingham en Nicks zich aan bij Fleetwood Mac en in plaats van hun tweede elpee werd het album Fleetwood Mac opgenomen.

## Tracklist
| Nr. | Titel                     | Schrijver(s) | Duur |
| --- | ------------------------- | ------------ | ---- |
| 1.  | Crying in the Night       | Nicks        | 3:00 |
| 2.  | Stephanie (instrumentaal) | Buckingham   | 2:15 |
| 3.  | Without a Leg to Stand On | Buckingham   | 2:13 |
| 4.  | Crystal                   | Nicks        | 3:43 |
| 5.  | Long Distance Winner      | Nicks        | 4:51 |

| 6.                 | Don't Let Me Down Again | Buckingham        | 3:54 |
| 7.                 | Django (instrumentaal)  | John Lewis        | 1:05 |
| 8.                 | Races Are Run           | Nicks             | 4:16 |
| 9.                 | Lola (My Love)          | Buckingham        | 3:29 |
| 10.                | Frozen Love             | Buckingham, Nicks | 7:20 |
| Totale duur: 36:06 |                         |                   |      |

## Bezetting
- Jerry Scheff - basgitaar
- Lindsey Buckingham - zang, gitaar, percussie, basgitaar
- Mark Tulin - basgitaar
- Bonnie Tutt - drums
- Gary Hodges - drums, percussie
- Jim Keltner - drums

- Waddy Wachtel - gitaar
- Jerry Sandvic - keyboard
- Jorge Calderón - percussie
- Monty Stark - synthesizer
- Stevie Nicks - zang